# Oskar Dinort
Oskar Dinort (23 de junho de 1901 - 27 de maio de 1965) foi um oficial alemão que serviu na Luftwaffe durante a Segunda Guerra Mundial. Foi condecorado com a Cruz de Cavaleiro da Cruz de Ferro com Folhas de Carvalho.

## Condecorações
| Ordem de Bravura da Bulgária (3ª Classe)                               |                        |
| Condecoração por Longo Tempo de Serviço na Wehrmacht 4ª 3ª e 2ª Classe |                        |
| Distintivo de Voo do Fronte da Luftwaffe em Ouro                       |                        |
| Cruz de Ferro (1939) 2ª Classe                                         | 20 de setembro de 1939 |
| Cruz de Ferro (1939) 1ª Classe                                         | 11 de maio de 1940     |
| Cruz de Cavaleiro da Cruz de Ferro                                     | 20 de junho de 1940    |
| Cruz de Cavaleiro da Cruz de Ferro com Folhas de Carvalho nº 21        | 14 de julho de 1941    |